# Chemin (Jura)
Chemin település Franciaországban, Jura megyében. Lakosainak száma 317 fő (2022. január 1.). Chemin Saint-Loup, Annoire, Longwy-sur-le-Doubs, Peseux és Petit-Noir községekkel határos.

## Népesség
A település népességének változása:
| Lakosok száma | 317  | 333  | 383  | 358  | 344  | 343  | 343  | 343  | 334  | 317  |
|               | 1968 | 1982 | 1990 | 2006 | 2013 | 2015 | 2017 | 2019 | 2020 | 2022 |